# You're Not Alone
"You're Not Alone" é uma canção escrita por Tim Kellett Taylor e Robin-Firth e gravada por Olive em 1996, no álbum Extra Virgin, regravada em diversas compilações. Ao ser lançada como single em 1996, verificou-se maior sucesso em 1997 em uma versão remixada single, alcançando o número um na UK Singles Chart. A canção foi regravada por vários artistas, mais notadamente pelo DJ e produtor de trance alemão ATB, em 2002, e pela banda de música eletrônica Vargo, composta por Ansgar Uffink, produtor e vocalista, e Stephanie Hundertmark.